# قنبلة فسفورية

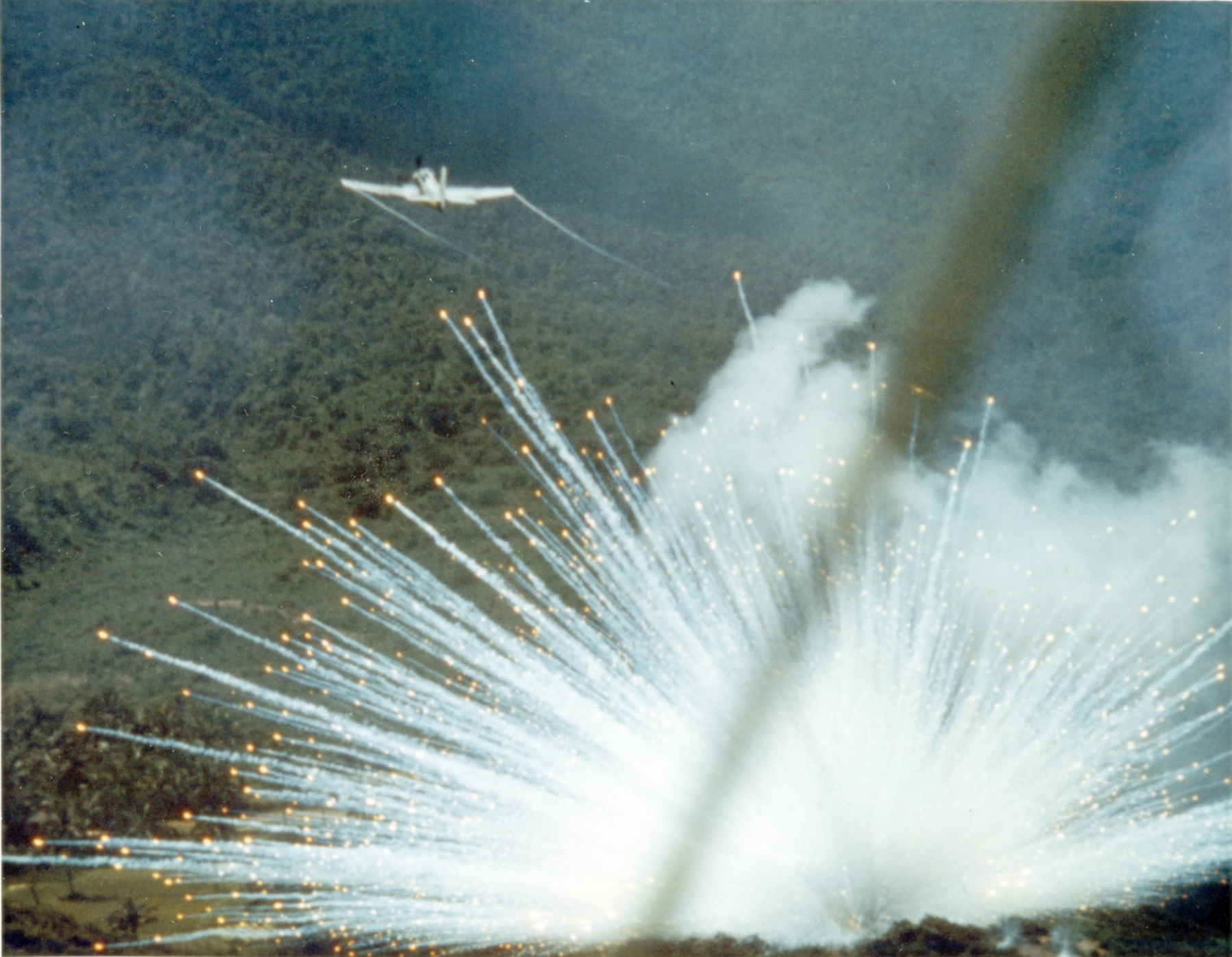
إطلاق قنبلة M47 الفوسفورية من طائرة أمريكية من طراز دوغلاس إيه-1 سكاي رايدر سنة 1966 أثناء حرب فيتنام.

القنبلة الفسفورية هي قنبلة أو قذيفة تحوي ذخيرتها على الفوسفور الأبيض، وهو شكل نشيط كيميائياً من أشكال عنصر الفوسفور. يرمز للفوسفور الأبيض WP، وذلك اختصاراً من الأحرف الأولى للمقابل الإنجليزي.
يشتعل الفوسفور الأبيض تلقائياً عند التماس مع الهواء؛ ويحترق بشدة ومن الصعب إطفاؤه.
استخدمت الذخيرة الفوسفورية منذ أواخر القرن التاسع عشر وبدايات القرن العشرين، خاصة في الحربين العالميتين الأولى والثانية؛ كما جرى استخدام القنابل الفوسفورية في عدة حروب إقليمية أخرى.
يعد استخدام القنابل الفوسفورية ممنوعاً وفق القوانين الدولية المتعلقة بأسلحة الحرب.